# Njogu Demba-Nyrén
Njogu Demba-Nyrén est un footballeur suédois d'origine gambienne né le 26 juin 1979.

## Biographie
Le 4 mars 2011 Demba-Nyrén signe au club anglais de Notts County.

## Sélections
- International gambien depuis 2006[2].